# Arbeitsgemeinschaft Katholisch-Theologischer Bibliotheken
L'Associazione delle biblioteche teologiche cattoliche (AKThB) è un'associazione di 136 biblioteche accademiche, la cui collezione riguarda la teologia cattolica. Le biblioteche si trovano nei paesi di lingua tedesca e sono patrocinate dalla Chiesa cattolica romana. È stata fondata nel 1947 a Francoforte sul Meno.
Oltre ai membri orsinari sono membri associati anche altre biblioteche teologiche statali al di fuori dei paesi di lingua tedesca.

## Evoluzione del numero dei soci
- 1948: 39
- 1952: 52
- 1972: 92
- 1979: 112
- 1999: 156
- 2021: 136

## Presidenti
- 1947–1952: Leo Ueding SJ
- 1952–1963: Dionys Schötz OFM, 1964–1972 presidente onorario
- 1963–1968: Alfons Kloos, 1978–1992 presidente onorario
- 1968–1978: Hans Christian Klose
- 1978–1983: Franz Rudolf Reichert
- 1983–1987: Heribald Wenke OFM
- 1987–1995: Hermann-Josef Schmalor
- 1995–1997: Matthias Buschkuehl
- 1997–2011: Jochen Bepler
- 2011–2022: Georg Ott-Stelzner, responsabile della biblioteca diocesana della diocesi di Rottenburg-Stoccarda e redattore della newsletter del gruppo di lavoro dal 1999
- dal 2022: Hans-Walter Stork, Direttore della Biblioteca Accademica Arcivescovile dell'Arcidiocesi di Paderborn

## Organizzazione
Il gruppo di lavoro si riunisce annualmente dal 1950, e dal 1952/53 pubblica un bollettino, che fino al 1958 è stato diretto da Klemens Honselmann. Honselmann fu anche tesoriere fino al 1978. Il gruppo di lavoro pubblica anche un annuario.
Nel 1994 è stato creata una base dati per le biblioteche teologiche, che in seguito è stata inserita nel Catalogo delle associazioni ecclesiastiche (Kirchlichen Verbundkatalog, KiVK). Il ViVK è stato ulteriormente sviluppato nel Catalogo virtuale Teologia e Chiesa (Virtuellen Katalog Theologie und Kirche, VThK), gestito dall'AKThB insieme all'Associazione delle biblioteche scientifiche della Chiesa (VkwB) ed è online dal 1 marzo 2004.
La banca dati dell'Index Theologicus è a disposizione delle biblioteche aderenti.

## Pubblicazioni
- Collana di pubblicazioni dell'Associazione delle Biblioteche Teologiche Cattoliche, Vol. 1 (1974), Vol. 2 (1974), Vol. 3 (1979), Vol. 4 (1991), Vol. 5 (2010).
- Manuale delle biblioteche teologiche ecclesiastiche cattoliche della Repubblica federale di Germania e di Berlino Ovest, sviluppato e curato da Franz Rudolf Reichert, Treviri 1972; 2ª edizione recentemente modificata e notevolmente ampliata 1979; 3ª edizione, completamente rieditata da Franz Wenhardt con il titolo Manuale delle biblioteche teologiche cattoliche, Monaco 1991 (come volume 4 della serie Pubblicazioni ).